# Potamotrygon tatianae
Potamotrygon tatianae  (лат.) — вид скатов рода речных хвостоколов одноимённого семейства из отряда хвостоколообразных скатов. Обитает в тропических водах внутренних вод Перу. Максимальная зарегистрированная ширина диска 36,2 см. Грудные плавники этих скатов образуют округлый диск, длина которого слегка превышает ширину. Спинные и хвостовой плавники отсутствуют. В средней части хвостового стебля расположен ядовитый шип.

## Таксономия
Впервые вид был научно описан в 2011 году. Вид назван в студентки биологии Татианы Расо де Мораэс Пассато за её энтузиазм в изучении хрящевых рыб, особенно речных хвостоколов. Голотип  представляет собой взрослого самца с диском шириной 34,8 см, пойманного в верхнем бассейне реки Амазонки, регион Мадре-де-Дьос (12°40′ ю. ш. 71°30′ з. д.), Перу. Паратип: неполовозрелая самка с диском шириной 26,5 см, пойманная там же.

## Ареал
Potamotrygon tatianae обитают в Южной Америке, в тропических водах внутренних рек Перу. 

## Описание
Широкие грудные плавники Potamotrygon tatianae срастаются с головой и образуют овальный диск. Спинные плавники и хвостовой плавник отсутствуют. Позади мелких глаз расположены брызгальца. Брюшные плавники закруглены и почти полностью прикрыты диском. На вентральной стороне диска расположены ноздри и 5 пар жаберных щелей.  На дорсальной поверхности хвоста имеется ядовитый шип. Каждые 6—12 месяцев он обламывается и на его месте вырастает новый. У основания шипа расположены железы, вырабатывающие яд, который распространяется по продольным канавкам. В обычном состоянии шип покоится в углублении из плоти, наполненном слизью и ядом. 
От прочих речных хвостоколов Potamotrygon tatianae отличаются тёмной окраской дорсальной поверхности тела, покрытой плотным витым узором из линий бежевого или светло-коричневого цвета. Вдоль средней линии хвостового стебля пролегает ряд шипов. Центральную часть диска покрывают крошечные асимметричные чешуйки в виде звёздочек. Выраженные глазки на диске отсутствуют. Число лучей грудных плавников колеблется равно 97, в отличие от P. orbignyi, у которого оно равно 97. Хвост довольно длинный, его длина составляет около 109 % от ширины диска. Зубы притуплённые. Максимальная зарегистрированная ширина диска 34,8 см.

## Биология
Вероятно, подобно прочим хвостоколообразным Potamotrygon tatianae размножаются яйцеживорождением.

## Взаимодействие с человеком
Международный союз охраны природы еще не оценил статус сохранности данного вида.